# Fala II
Fala II – składanka prezentująca zespoły z Trójmiasta wydana w 1988 roku przez firmę Polton. Początkowym zamysłem było wydanie jej na płycie winylowej jako Gdynia II (kontynuacja płyty Gdynia). Ostatecznie ukazała się na kasecie magnetofonowej jako Fala II. Materiał nagrano i zmiksowano w studiu Rozgłośni Polskiego Radia w Gdańsku w 1986 i 1987 roku.

## Lista wykonawców i utworów
1. Bielizna – „R.P.A.” (J. Janiszewski/ J. Figura) – 4:42
2. Bóm Wakacje w Rzymie – „Gorące lato” (M. Wanat/ R. Burger) – 4:42
3. Rocka's Delight – „Freedom” (S. Porębski/ G. Zając/ L. Ślazyk/ K. Krzymiński) – 4:58
4. Unrra – „Istnieć w ogóle” (L. Złotogórski/ Unrra) – 4:02
5. Pancerne Rowery – „20 57 77” (Pancerne Rowery) – 2:14
6. Apteka – „Lucky Sniff” (M. Błasiak/ J. Kodymowski/ M. Wanat) – 3:12
7. Konwent A – „Kim jest?” (Konwent A) – 1:46
8. Po prostu – „Ta pani z sokiem” (Sz. Szprada/ T. Krzymuski) – 1:37
9. Smorra – „Kochaj mnie za nic” (A. Rdułtowski) – 3:40
10. Bóm Wakacje w Rzymie – „Dziennik z Boliwii” (M. Wanat/ R. Burger) – 3:21
11. Pancerne Rowery – „Piosenka deszczowa” (Pancerne Rowery) – 5:26

## Realizacja
- Andrzej Bylicki – realizator dźwięku
- Wiktor Niemiro – realizator dźwięku
- Jacek Puchalski – realizator dźwięku
- Adam Toczko – realizator dźwięku
- Stefan Kotiuk – asystent realizatora
- Jerzy Wojtkowiak – asystent realizatora
- Waldemar Rudziecki – kierownictwo produkcji
- Mariusz Dunaj – projekt graficzny